# Charles de Bourgueville
 (août 2014).
Charles de Bourgueville, sieur de Bras, né le 6 mars 1504 à Caen et baptisé le soir même en l'eglise st jean à caen ,et décède le 5 novembre 1593 à caen, est un historien normand.

## Biographie
Charles de Bourgueville est né dans une famille établie à Caen depuis le XIVe siècle. Son père, Jean de Bourgueville était l’un des deux avocats du roi au Présidial de Caen.Sa mère est marguerite de Cairon. Ayant étudié à Caen au collège du Bois, il est nommé lieutenant général de la Vicomté de Caen en 1533. En 1541, il reçoit la charge de lieutenant général du bailli de Caen. En 1541, il démissionne de sa charge en faveur de son gendre Jean Vauquelin de la Fresnaye pour se consacrer entièrement aux belles-lettres à la culture desquelles il n’avait jamais cessé de s’adonner au milieu de ses affaires. Tout jeune, il avait  été plusieurs fois couronné aux concours du Palinod, premier du Laurier en 1532 en 1535, premier de l’Estoile et premier des Signet en 1534.
En 1547, il traduisit le récit de la guerre de Troie, soi-disant écrit par Darès, sans constater qu'il ne pouvait être authentique.
Il est l’auteur d’ouvrages historiques sur la Normandie, dont Les Recherches et antiquitez de la province de Neustrie. Édouard Frère rapporte, dans son Manuel du bibliographe normand, que, pour une raison aujourd’hui inconnue, la famille de l’auteur fit détruire, après la mort de ce dernier, un grand nombre d’exemplaires « de sorte qu’en peu d’années, il devint d’une extrême rareté. » Au XVIIIe siècle, parurent deux réimpressions reproduisant la date, l’adresse et les colophons de l’édition de 1588, l’une due à Pierre-François Doublet (1705), l’autre à Pierre Chalopin (vers 1750).
Décédé à Caen en 1593, il est inhumé en la chapelle st jerome à l'eglise st jean de caen.

## Publications
- Les Recherches et antiquitez de la province de Neustrie, présent Duché de Normandie, comme des villes remarquables d’icelle : mais plus spécialement de la Ville & de l’université de Caen, À Caen, de l’imprimerie de Iean de Feure, 1588. Édition originale dont Pierre Aquilon signale qu'il existe trois états différents qui se distinguent, au titre, par des variations typographiques.
- Les Recherches et antiquitez de la ville et Université de Caen et lieux circonvoisins des plus remarquables, Caen, J. Le Fevre, 1588
- Athéomachie et Discours de l’immortalité de l’âme et résurrection des corps, par Charles de Bourgueville, Paris, Martin Le Jeune, 1564
- Les Discours de l’église, religion et de la justice, Paris, N. Chesneau, 1579
- Entrée triomphante du roi François Ier faite en la ville et université de Caen, en l’an mil cinq cent trente deux, avec l’ordre très exquis en icelui tenu, Caen, Goussiaume de Laporte, 1863
- Histoire véritable de la guerre des Grecs et des Troyens... Ensemble les effigies des Grecs et Troyens plus signalez, rapportées après le naturel, suyvant la description de l’autheur et de quelques médailles trouvées en bronze et aux marbres antiques. Escrite premièrement en grec par Darès de Phrygie, depuis traduite en latin par Cornille Nepveu et faite françoise par Charles de Bourgueville, Caen, B. Macé, 1572

## Pour approfondir